# Indië-monument (Enschede)
Het Indië-monument (Het Verre Oosten) is een oorlogsmonument in Enschede ter herdenking van de Tweede Wereldoorlog en de Indonesische Onafhankelijkheidsoorlog.

## Aanleiding
De Tweede Wereldoorlog eindigde in het Verre Oosten pas op 15 augustus 1945. Hierop volgde de bersiap, die opnieuw veel slachtoffers maakte. Omdat de herdenking op 4 en 5 mei sterk gericht waren op Nederland zelf, werd voor Indische Nederlanders daarnaast 15 augustus een belangrijke gedenkdag. Het monument werd in 1959 gemaakt om hiervoor een ontmoetingsplaats te zijn. Het werd 14 januari 1960 onthuld in het nieuwe Blijdensteinpark door mevrouw Spoor-Dijkema, de weduwe van generaal Spoor.

## Jaarlijkse herdenking
De Stichting Herdenking Gevallenen in Zuid Oost Azie 1941-1949 organiseert hier jaarlijks een officiële herdenking. Dit was het eerste monument in zijn soort; pas in 1988 kwam er in Den Haag een nationaal monument tot stand waar sindsdien de nationale herdenking van 15 augustus plaatsvindt. Tot die tijd hadden Het Verre Oosten en de herdenking bij dit monument ook landelijke betekenis.

## Beeld
Het monument bestaat uit een bronzen beeld van Hans Petri dat een getroffene van geweld laat zien. Op de lage sokkel van natuursteen staat aan de ene kant het verre oosten 1941-1945 en aan de andere kant nederlands oost-indië 1941-1949. Het beeld werd gegoten door Binder & Schmidt.